# 奉天千代田小学校
奉天千代田小学校，全称奉天千代田寻常高等小学校，是奉天满铁附属地的一所日本寻常高等小学校。该校设立时名为满洲教育专门学校附属小学校，1933年满洲教专被撤销，其附小独立成为奉天千代田小学校。1945年，东北光复后，校名改为沈阳千代田国民学校。日侨子女陆续返回日本，遂停校。校舍现属于东北育才学校。

## 沿革
满洲教专附属小学成立于1927年2月2日，是在奉天的第四所日本小学（第三所满铁运营的日本小学）。满洲教专撤销之后，1933年4月1日，该小学改名为千代田小学。:41

## 沿用相同校址的学校
1945年，东北光复，千代田通改为中华路，校名改为沈阳千代田国民学校。期间日侨子女陆续返回日本，后于日本成立了“千代田小学同窗会”。
1947年沈阳市政府接收后，先后交由长白师院与文理学院使用。
1948年10月，辽沈战役即辽西会战结束，中国人民解放军第四野战军进入辽宁省作战。为减轻部队干部后顾之忧，罗荣桓决定把四野后勤部创办的“四野随军小学”留在沈阳，并创立一所寄宿制学校。时任东北局常委张闻天找到李力群，希望她出来以四野随军小学为基础办一所小学。四野随军小学在沈阳留下了40多个学生，其余200余人随第四野战军经天津迁往武汉，东北育才学校于1948年12月开始筹办，并于1949年初开始招生。
1949年5月1日在原有校舍正式开学，隶属于中共东北局。由张闻天命名学校为沈阳第一育才小学。

## 教学
创设时学生几乎都是原就读于其他小学的学生经考试选拔而来，创设当时有职员9名，学生218名，但创立后即改为学区制，不再以考试选拔入学:65。1932年12月时，该小学有职员26名，学生838名；1937年9月时有职员29名，寻常科学生542名，高等科学生40名。:41

### 特色
学校重视培养全面的素质：音乐方面，从小学一年级起即使用五线谱授课，使用大型留声机进行音乐鉴赏的训练；体育方面，至少教授了单杠、鞍马、双杠、吊环、丹麦式体操、跳远、马拉松、拳击、滑冰、手球、足球、橄榄球、垒球等项目；美术方面，从小学一年级起就有石膏像素描的练习。:44
教专附小还设置有特殊班级：为身心有障碍的学生设有“补助班级”，为体质虚弱的学生“养护班级”。这在当时的日本内地也是少见的。:44
学校的设施也较先进，例如可以令每名学生单独使用一台显微镜的理科教室，设置有电动圆盘锯、线锯机、车床等工作机械的工作室，乃至图画教室等。其完备程度远胜当时日本国内普通的小学。:45

### 优良儿教育
日本在1890年已经有针对学习能力较差的学生设立的特殊班级，但较长时间内在特殊教育上主要关注劣等儿，而非优良儿。但当时的先进国家已经较普遍地有了针对优良儿的教育。日本国内最早的英才教育始于1918年。:45,46
而满洲教专附小在1927年设立时即开展了优良儿教育。其中满洲教专第4期毕业生、青年教师宫武城吉采用的教育方法是在低学年让学生大量阅读，中学年之后再开始写作的教育。不仅培养学生大量阅读，还教授速读技巧。而附小的学生在4年级起就能够进行自由研究，写出了总计1500页的报告。在征得家长同意的情况下，学校对小学生进行英语和德语的教育。这样的教育培养出了文学家安部公房和日本银行总裁三重野康等许多人才。:46,47

## 建筑

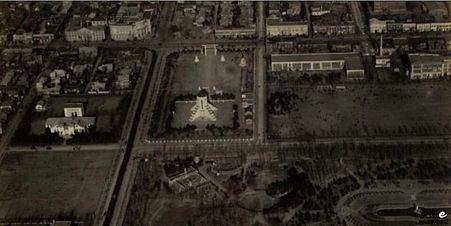
图中右上¬形建筑为满洲教育专门学校附属小学校舍

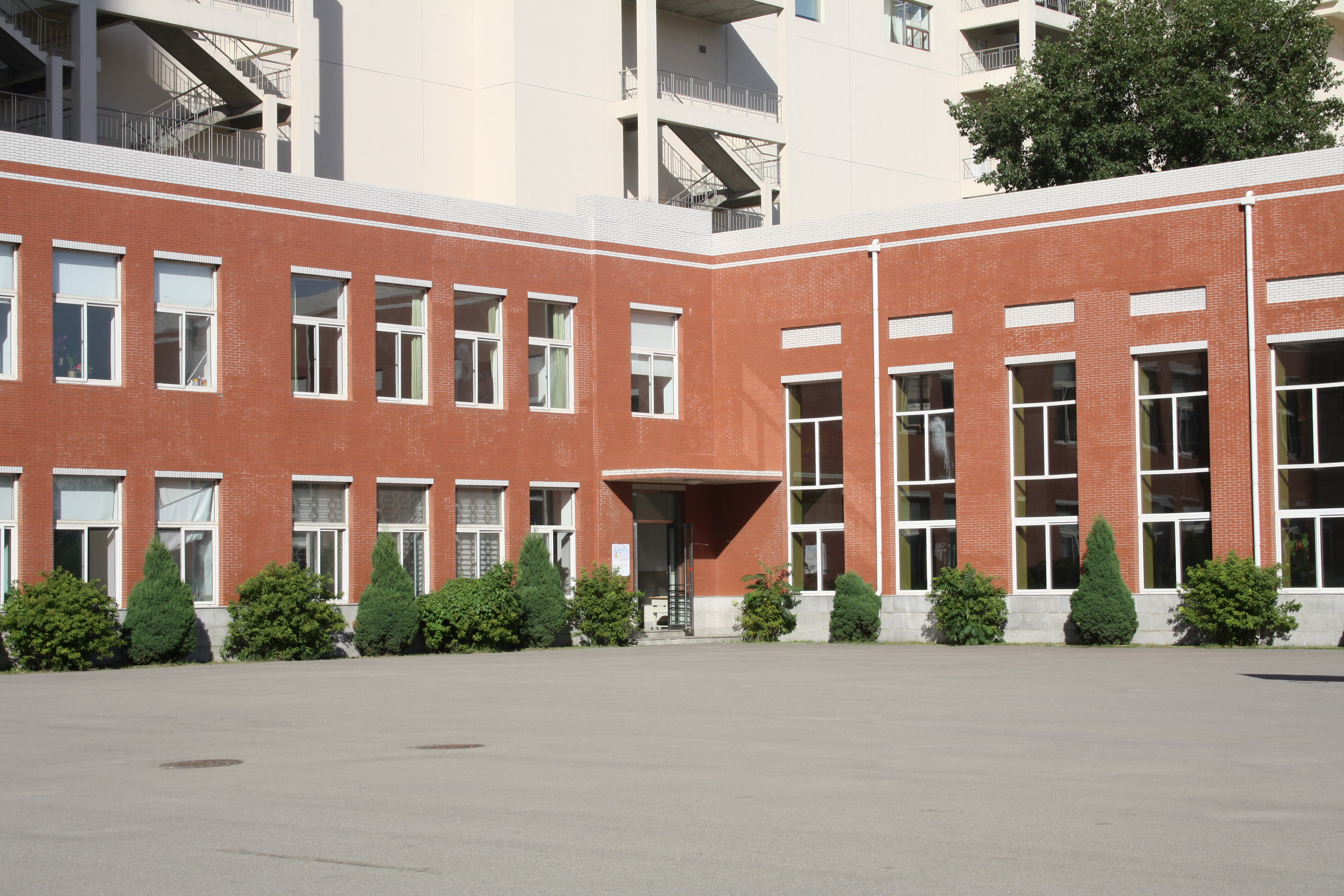
作为东北育才学校西教学楼存在的原满洲教专附小校舍，2009年

校舍为砖砌2层建筑，紧邻满洲教育专门学校，位于其西北侧。:65